# Eleição municipal de Jandira em 2004
A eleição municipal de Jandira em 2004 foi o 9.º pleito eleitoral realizado na história do município. Ocorreu oficialmente em 3 de outubro e foi disputada em turno único, dado que Jandira por não ter 200 000 eleitores registrados e aptos ao voto, não atende ao critério eleitoral definido pelo inciso II do artigo n.º 29 da Constituição Federal para a realização de um 2.º turno caso nenhum dos candidatos a prefeito alcance maioria absoluta dos votos. Neste caso, o(a) vencedor(a) é escolhido por maioria simples.
Segundo dados do Tribunal Superior Eleitoral, 67 235 eleitores compunham o eleitorado jandirense apto a eleger 1 prefeito, 1 vice–prefeito e 11 vereadores para a Câmara Municipal em 2004.

## Candidaturas oficiais
| Nº | Nome            | Partido | Vice                | Coligação                                                                          | Situação   |
| -- | --------------- | ------- | ------------------- | ---------------------------------------------------------------------------------- | ---------- |
| 13 | Paulinho Bururu | PT      | Miro Táxi (PT)      | Jandira no Rumo Certo PT / PDT / PP / PMDB / PAN / PCdoB / PTdoB                   | Eleito     |
| 40 | Doutor Augusto  | PSB     | Doutora Iza (PSB)   | Respeito por Jandira PSB / PFL / PPS / PL / PCB / PSC                              | Não eleito |
| 43 | Piti Piteri     | PV      | Geraldo Duarte (PV) | A Decisão Inteligente PV / PTC                                                     | Não eleito |
| 45 | Braz Paschoalin | PSDB    | Henrique (PSDB)     | Os Amigos de Sempre PSDB / PTB / PSL / PTN / PSDC / PRTB / PHS / PMN / PRP / PRONA | Não eleito |

## Campanha eleitoral
Após uma surpreendente vitória eleitoral contra o ex-prefeito e candidato à reeleição à época Braz Paschoalin (PSDB) nas eleições de 2000, Paulinho Bururu (PT) cumpriu seu 1.º mandato à frente da Prefeitura, enfrentando obstáculos na articulação política, dado que sua base de apoio na Câmara Municipal à época era minoritária. Isso fez com que Paschoalin arquitetasse uma grande coligação composta por 10 partidos políticos, escolhendo como seu companheiro de chapa o vereador oposicionista Henrique (PSDB). Bururu, por sua vez, anunciou sua candidatura à reeleição, formando uma coligação que reuniu 7 partidos políticos, mantendo o então vice–prefeito Miro Táxi (PT) como seu companheiro de chapa. 
Correndo por fora, Augusto Florestano (PSB) lançou sua candidatura e formou também uma coligação de 6 partidos políticos, tendo como companheira de chapa sua esposa Izabela Florestano (PSB). Inclusive, a eleição de 2004 foi a última que Doutor Augusto disputou, sendo o político jandirense que mais vezes concorreu à Prefeitura Municipal sem nunca ter sido eleito, embora tenha terminado a disputa eleitoral na 2.ª colocação em três oportunidades: 1982, 1988 e 1992. Por sua vez, o vereador Carlos Eduardo Piteri, mais conhecido como Piti Piteri (PV), sobrinho do ex-prefeito Beto Piteri, lançou sua candidatura e angariou somente o apoio de mais 1 partido político para sua coligação.
Durante e após as eleições, Paschoalin e Bururu travaram uma intensa batalha jurídica que resultou em uma candidatura realizada sub judice para o primeiro, além de problemas jurídicos que o perseguiram até seu assassinato em 2010, e a perda dos direitos políticos para o segundo em 2007 em decorrência de ter distribuído kits de material escolar e cartões-saúde para moradores socioeconomicamente vulneráveis da cidade em pleno ano eleitoral, o que resultou na anulação dos votos recebidos por sua candidatura à prefeito nas eleições de 2012.
Essa foi a última campanha eleitoral a permitir a realização de showmícios, que passaram a ser proibidos pela Justiça Eleitoral após a sanção da minirreforma eleitoral pelo presidente da República à época Luiz Inácio Lula da Silva (PT) em 2006.

## Resultados eleitorais

### Poder Executivo
Após uma disputa eleitoral acirrada, Paulinho Bururu tornou-se o 1.º prefeito democraticamente eleito da história do município a reeleger-se para um 2.º mandato conscecutivo após obter 25 606 votos, o equivalente a 46,74% dos votos válidos, derrotando o ex-prefeito Braz Pascholain, que obteve 22 558 votos, o que, por sua vez, correspondeu a 41,48% dos votos válidos.
| Candidatos a prefeito(a)   | Candidatos a prefeito(a) | Candidatos a vice-prefeito(a) | Votação | Votação     |
| Candidatos a prefeito(a)   | Candidatos a prefeito(a) | Candidatos a vice-prefeito(a) | Total   | Porcentagem |
| -------------------------- | ------------------------ | ----------------------------- | ------- | ----------- |
|                            | Paulinho Bururu (PT)     | Miro Táxi (PT)                | 25 606  | 46,74%      |
|                            | Braz Paschoalin (PSDB)   | Henrique (PSDB)               | 22 558  | 41,18%      |
|                            | Doutor Augusto (PSB)     | Doutora Iza (PSB)             | 5 254   | 9,59%       |
|                            | Piti Piteri (PV)         | Geraldo Duarte (PV)           | 1 366   | 2,49%       |
| Total de votos válidos     | Total de votos válidos   | Total de votos válidos        | 54 784  | 54 784      |
| Votos apurados             |                          |                               |         |             |
| Votos válidos              | Votos válidos            | Votos válidos                 | 54 784  | 93,63%      |
| Votos em branco            | Votos em branco          | Votos em branco               | 1 222   | 2,09%       |
| Votos nulos                | Votos nulos              | Votos nulos                   | 2 507   | 4,28%       |
| Total de votos apurados    | Total de votos apurados  | Total de votos apurados       | 58 513  | 58 513      |
| Participação do eleitorado |                          |                               |         |             |
| Comparecimentos            | Comparecimentos          | Comparecimentos               | 58 513  | 87,03%      |
| Abstenções                 | Abstenções               | Abstenções                    | 8 722   | 12,97%      |
| Total de eleitores aptos   | Total de eleitores aptos | Total de eleitores aptos      | 67 235  | 67 235      |
| Fonte: Fundação SEADE      |                          |                               |         |             |

### Poder Legislativo
No sistema proporcional, pelo qual são eleitos os vereadores, o voto dado a um(a) candidato(a) é primeiro considerado para a coligação da qual o partido em que ele(a) é filiado(a) faz parte. O total de votos da coligação é o que define quantas cadeiras o partido terá. Definidas as cadeiras, os candidatos(as) mais votados(as) do partido são chamados a ocupá-las.
Abaixo encontram-se os candidatos a vereador eleitos, reeleitos e os que ficaram como suplentes para a 9.ª legislatura, iniciada em 1 de janeiro de 2005 e concluída em 31 de dezembro de 2008.
| N.º   | Candidato(a)                 | Coligação        | Votos obtidos | Porcentagem | Situação    |
| ----- | ---------------------------- | ---------------- | ------------- | ----------- | ----------- |
| 45645 | Doutor Sato                  | PSDB / PTN       | 1 663         | 2,98%       | Eleito(a)   |
| 45123 | Cebolinha                    | PSDB / PTN       | 1 603         | 2,87%       | Reeleito(a) |
| 13610 | Zezinho do PT                | PT / PCdoB       | 1 512         | 2,71%       | Eleito(a)   |
| 22610 | Betinho                      | PL / PSC         | 1 483         | 2,66%       | Reeleito(a) |
| 40123 | Wesley Teixeira              | PSB / PFL / PPS  | 1 363         | 2,44%       | Eleito(a)   |
| 13613 | Gê                           | PT / PCdoB       | 1 267         | 2,27%       | Reeleito(a) |
| 13604 | Maura                        | PT / PCdoB       | 1 220         | 2,19%       | Suplente    |
| 12300 | Mineiro                      | PDT / PMDB / PAN | 990           | 1,77%       | Eleito(a)   |
| 13500 | Julinho                      | PT / PCdoB       | 965           | 1,73%       | Suplente    |
| 14789 | Professor Soldé              | PTB / PHS / PMN  | 963           | 1,73%       | Reeleito(a) |
| 12628 | Aluízio                      | PDT / PMDB / PAN | 939           | 1,68%       | Reeleito(a) |
| 14651 | Rodolfo                      | PTB / PHS / PMN  | 874           | 1,57%       | Suplente    |
| 19190 | Sargento Rodoviário Pessanha | PSDB / PTN       | 857           | 1,54%       | Eleito(a)   |
| 25111 | Mi                           | PSB / PFL / PPS  | 843           | 1,51%       | Reeleito(a) |